# Gaudinia fragilis
Gaudinia (Gaudinia fragilis, synoniem: Avena fragilis) is een eenjarige plant die behoort tot de grassenfamilie (Poaceae). De soort komt van nature voor in het Middellandse Zeegebied, West-Azië en Noord-Afrika. Het aantal chromosomen 2n = 14.
De plant wordt 20-60 cm hoog en heeft slappe, opstijgende of geknikte stengels. De vlakke, 1-6,5 cm lange en 0,6-4 mm brede bladeren zijn fluweelachtig behaard of kaal. Onderaan de behaarde bladschede zit een 0,3-0,7 mm hoog tongetje.
Gaudinia bloeit van mei tot in juli. De bloeiwijze is een 6-15 cm lange, tweerijige tros. De aartjes staan met de vlakke zijde naar de aaras gekeerd alleen op de tanden van de trosas. Ze zijn ongeveer 15 mm lang en hebben vier tot tien bloempjes. De ruwe kelkkafjes zijn zeer ongelijk van lengte. Het bovenste kelkkafje is ongeveer 8,4 mm lang en het onderste 3,4 mm. Het bovenste kroonkafje (palea) is ongeveer 7 mm lang. Het onderste kroonkafje (lemma) is ongeveer 8,3 mm lang en heeft een geknikte, ongeveer 10 mm lange, rugnaald, die op twee derde ontspringt. De meeldraad heeft ongeveer 6,5 mm lange helmhokjes.
De vrucht is een 0,5-3 mm lange graanvrucht.

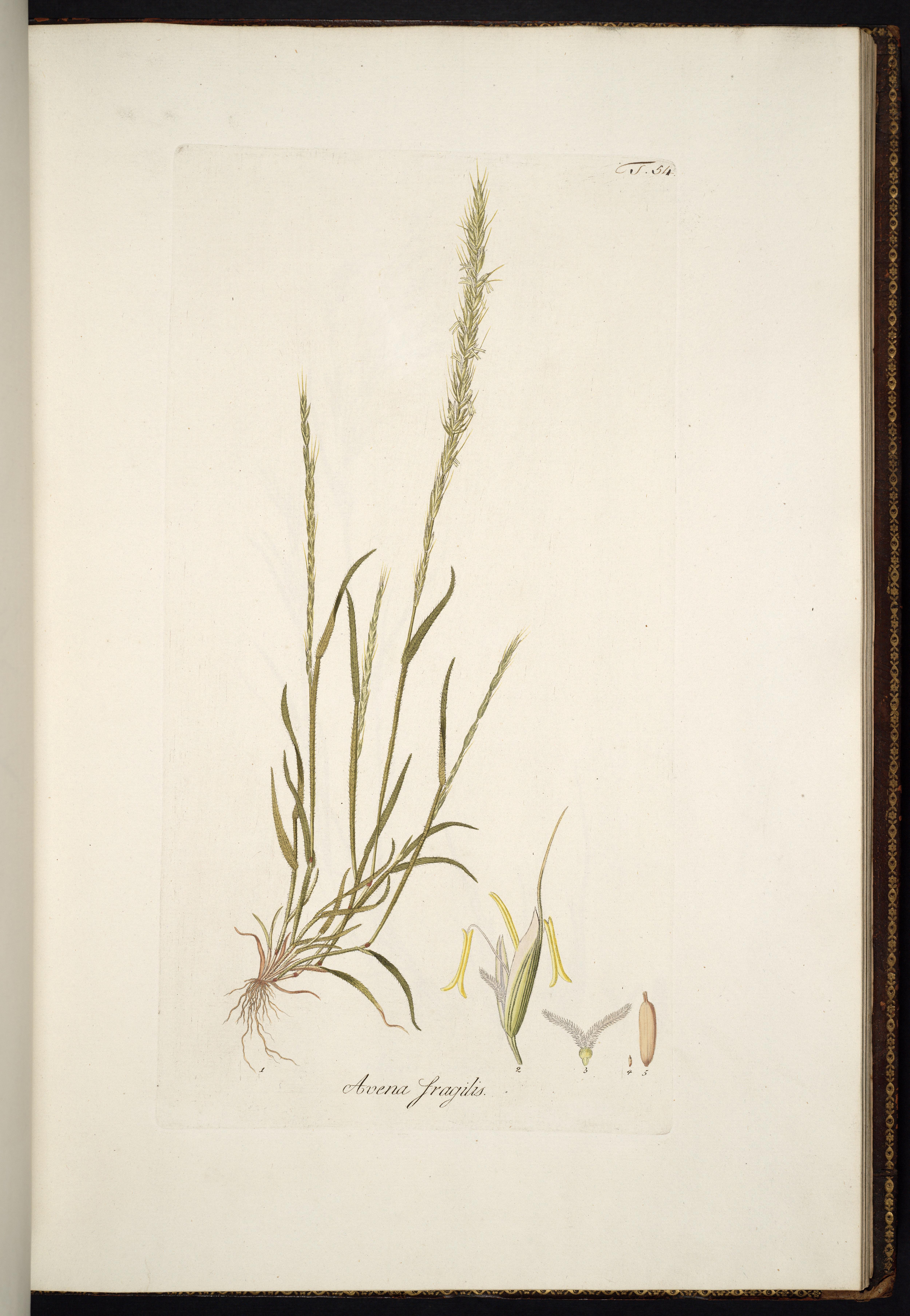
Bloeiwijze tweerijige tros
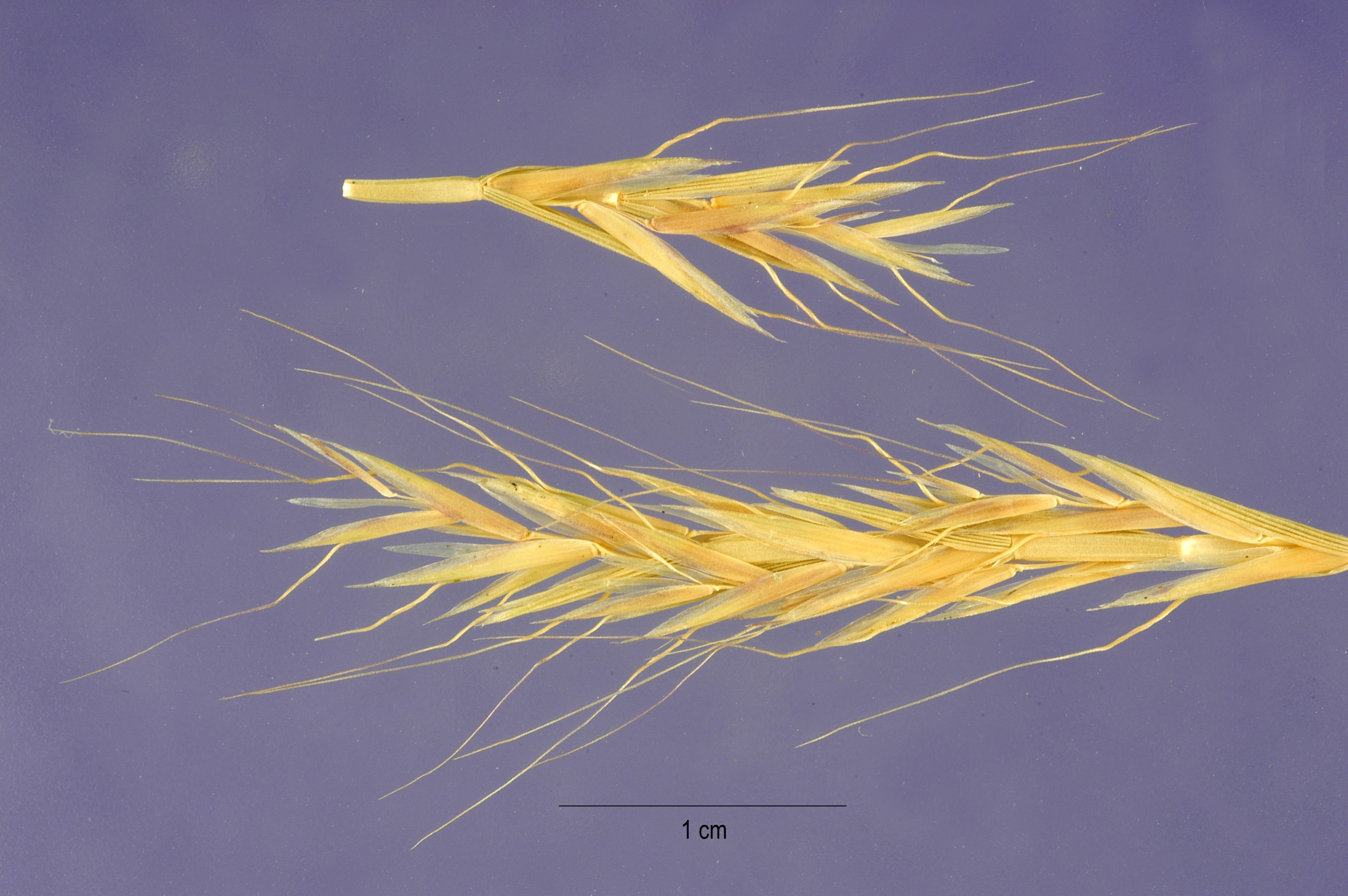
Tweerijige tros
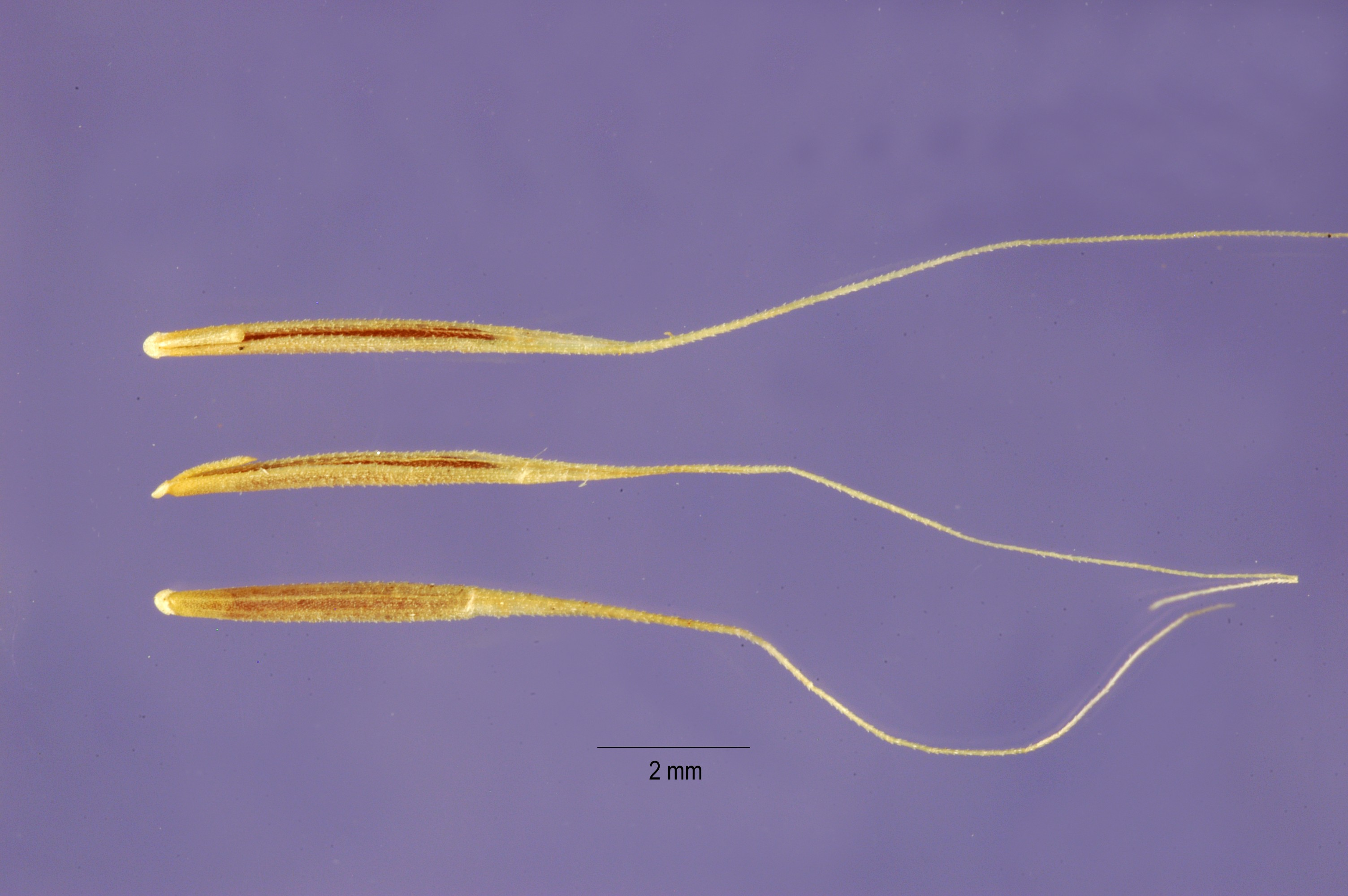
Vruchten

## Voorkomen
Gaudinia komt voor op matig voedselarme, vochtige grond.